# Врангелово острво
Врангелово острво (рус. Остров Врангеля), раније Врангелова земља, је острво између Источносибирског и Чукотског мора, северозападно од Беринговог мора површине 7.300 км². Налази се на 180º меридијану тј. датумској граници. Припада Русији.

## Историја
Оство је добило име Врангел по руском истраживачу и адмиралу Фердинанду Петровичу Врангелу који га је тражио 1823. али није доспео до њега. Открио га је амерички китоловац Jannette 1867. године којим је заповедао капетан Џорџ Вашингтон де Лонг. Његов брод је, након што је две године био заробљен у поларном леду, потонуо око 1.290 км источно од острва.
Први који су се искрцали на острво 1881. била је скупина Американаца с пароброда Thomas L. Corwin, који су трагали за изгубљеним бродом. Они су подигли америчку заставу и прогласили ово острво америчком територијом, тј. Новом Колумбијом. Један од истраживача, Џон Муир, је исте године објавио светски опис острва у серији чланака за новине из Сан Франциска. Острво је следећих 30 година било у изолацији, а након тога уследиле су две безуспешне канадске експедиције које су намеравале да острво прогласе британском територијом, 1913. и 1921. На крају су Совјети 1926. заузели острво преселивши на њега сибирске Чукчије, чија је мала заједница постојала на острву све до 70-их година прошлог века, када су поново пресељени на копно.

## Географске одлике
Острво је грађено од кристалних шкриљаца и гранита. Широко је око 125 километара и захвата површину од 7.300 км². Планински венац Централне планине протеже се од западне ка источној страни острва, завршавајући се стрмим и стеновитим литицама са обе стране. Дуг је око 145 километара, а на најширем делу широко 40 километара. Планине су у просеку високе око 500 метара, док највиши врх представља врх Совјетске планине и износи 1.096 м. Просечна температура у јануару је - 22 °C, а у јулу 2,5 °C. Покривен је ледом и тундром. Фауна се састоји претежно од белих медведа и поларних лисица.
Од 2010. године Врангелово острво је, заједно са 60 километара удаљеним острвом Хералд, уписано на УНЕСКО-в Списак места Светске баштине у Азији и Аустралазији као потпун субарктички и арктички екосистем у изолованом планинском венцу који укључује тајге, тундре и арктичке пустиње, као и недирнуте слатководне системе река и језера. На овим острвима постоји јединствена флора и ендемска врста тла која је дом више од 40 ендемских врста и подврста биљака, инсеката, птица и сисара. Неке од њих су “био-реликвије”, што чини ова острва ближа плеистоцену од било којег другог краја на свету..